# III. István Uroš szerb király
III. István Uroš vagy István Decsanszki (szerbül: Стефан Урош III Дечански), (1276 – 1331. november 11.) szerb király 1321-től 1331. szeptember 8-ig.

## Származása
II. István Uroš fiaként született. Mivel Iréne bizánci császárné vejének, a törvényes gyermek nélküli II. Istvánnak ajánlotta a bizánci trónt, majd annak halála után saját gyermekeit, Demetert vagy Theodort akarta császárnak – III. István kizárva – fellázadt édesapja ellen. Azonban csatát vesztett, elfogták, és II. István megvakíttatta 1307 körül Bizáncba küldték, ahol a görög papok meggyógyították. Később kibékült édesapja vele, területeket adományozott neki, de III. Istvánt mindig bekötött szemekkel vezették a szeszélyes II. István elé, nehogy később valami baja essen szemének.

## Uralkodása
Édesapja éppen egy az országba tört rablók elleni hadjáratra készülődött, amikor meghalt. A fegyverben álló zsoldos sereg erre a király nélküli ország pusztításához fogott. A papok erre III. Istvánt bekötött szemmel a zavargó tömeg közepébe vezette. Ott a ravasz István szemfedőit lehúzva felkiáltott, hogy vak volt ugyan eddig, de most Isten kegyelméből visszanyerte látását. A nép elámulván egyből királlyá választotta. Testvére Konstantin azonban lemondást követelt vaknak hitt fivérétől. István válasz helyett haddal támadt öccsére, aki holtan maradt a csatatéren.
1322-ben összeveszett a magyar I. Károllyal a boszniai területek fennhatósága miatt. Annál is inkább oka volt a félelemre, mert felesége, Károly kedvenc leánya már nem élt ekkor, így rokoni kapcsolatai sem segíthették. Nyugat felé tapogatózott, felajánlotta, hogy katolikus hitre tér és elveszi Akhájai Fülöp leányát, Blankát. Ennek fejében XXII. János pápa törvényessé nyilvánította István születését.
A tárgyalások közben azonban kiszabadult fogságából unokatestvére, a még István édesapja által elzáratott Ulászló. Ő Szerémségben királlyá kiáltatta ki magát és megtámadta Istvánt. Hamarosan csatát vesztett, fogságba került és valószínűleg fogadott gyilkos ölte meg.
Miután István vetélytársától megszabadult, 1326-ban a győzelmet aratott a magyarokon, de csakhamar Mihály vidini bolgár knézzel gyűlt meg a baja, aki elűzte feleségét, István Uroš nővérét, Nadát, és a görögökkel szövetkezve, feleségül vette Andronikosz bizánci császár nővérét. István Uroš ellenfeleit legyőzte, sőt terület hódításokat is. A Bosznia elleni harcában elvesztette Humot, de 1326-ban Görögország ellen sikeres háborút viselt és Makedonia egy részét sikerült elfoglalnia.
Később II. Andronikosz bizánci császár unokaöccsének leányát, Máriát feleségül vette. Ezt követően Andronikosszal egyesülve hadat vezetett III. Mihály bolgár cár és Andronikosz lázadó unokája, Ifjabb Andronikosz ellen: a sereg egyik részét őmaga, a másikat fia, István Dusán vezette. Mihály legyőzése után Bolgárország trónjára unokaöccsét ültette. Ezt egy Görögország elleni háború követte; a Vardar és sztruma közti területet a várakkal együtt – ellenállás nélkül – elfoglalta és az eddig Bulgáriához tartozó Nist Szerbiához csatolta. Ekkor emeltette a fényes decsáni kolostort. Innen ered a mellékneve is.
Fia nemsokára fellázadt ellene, ugyanis a tanácsosok elhintették benne a gyanakvás magvát, hogy édesapja és a görög császárleány frigyéből esetlegesen születő utód fogja örökölni Szerbiát. István nemsokára kibékült fiával, de a tanácsosok hatására az újra édesapja ellen tört. A tanácsosok Istvánt – hogy István Dusán haragját feledvén ne békülhessen ki az öreg királlyal – börtönbe vetették, majd megfojtatták.